# Olympische Winterspiele 1980/Eiskunstlauf
Bei den XIII. Olympischen Winterspielen 1980 in Lake Placid fanden vier Wettbewerbe im Eiskunstlauf statt. Austragungsort war das Olympic Center.

## Bilanz

### Medaillenspiegel
| Platz | Land               | Gold | Silber | Bronze | Gesamt |
| ----- | ------------------ | ---- | ------ | ------ | ------ |
| 1     | Sowjetunion        | 2    | 1      | 1      | 4      |
| 2     | DDR                | 1    | 1      | 1      | 3      |
| 3     | Großbritannien     | 1    | –      | –      | 1      |
| 4     | Vereinigte Staaten | –    | 1      | 1      | 2      |
| 5     | Ungarn             | –    | 1      | –      | 1      |
| 6     | BR Deutschland     | –    | –      | 1      | 1      |

### Medaillengewinner
| Konkurrenz | Gold                                     | Silber                                  | Bronze                             |
| ---------- | ---------------------------------------- | --------------------------------------- | ---------------------------------- |
| Herren     | Robin Cousins                            | Jan Hoffmann                            | Charles Tickner                    |
| Damen      | Anett Pötzsch                            | Linda Fratianne                         | Dagmar Lurz                        |
| Paare      | Irina Rodnina / Alexander Saizew         | Marina Tscherkassowa / Sergei Schachrai | Manuela Mager / Uwe Bewersdorf     |
| Eistanz    | Natalja Linitschuk / Gennadi Karponossow | Krisztina Regőczy / András Sallay       | Irina Moissejewa / Andrei Minenkow |

## Ergebnisse
- K = Kür
- KP = Kurzprogramm
- P = Pflicht
- PT = Pflichttanz
- Pz = Platzziffer
- Pkt. = Punkte

### Herren
| Platz | Land | Sportler               | P  | KP            | K             | Pz            | Pkt.          |
| ----- | ---- | ---------------------- | -- | ------------- | ------------- | ------------- | ------------- |
| 1     | GBR  | Robin Cousins          | 04 | 01            | 01            | 013           | 189,48        |
| 2     | GDR  | Jan Hoffmann           | 01 | 02            | 02            | 015           | 189,72        |
| 3     | USA  | Charles Tickner        | 02 | 05            | 03            | 028           | 187,06        |
| 4     | USA  | David Santee           | 03 | 03            | 05            | 034           | 185,52        |
| 5     | USA  | Scott Hamilton         | 08 | 04            | 04            | 045           | 181,78        |
| 6     | URS  | Igor Bobrin            | 07 | 06            | 08            | 055           | 177,40        |
| 7     | FRA  | Jean-Christophe Simond | 06 | 10            | 06            | 064           | 175,00        |
| 8     | JPN  | Mitsuru Matsumura      | 11 | 07            | 07            | 075           | 172,28        |
| 9     | JPN  | Fumio Igarashi         | 13 | 08            | 06            | 077           | 172,04        |
| 10    | URS  | Konstantin Kokora      | 10 | 11            | 10            | 091           | 168,18        |
| 11    | GDR  | Hermann Schulz         | 09 | 09            | 13            | 098           | 166,70        |
| 12    | CAN  | Brian Pockar           | 12 | 12            | 12            | 107           | 163,26        |
| 13    | FRG  | Rudi Cerne             | 15 | 13            | 11            | 116           | 159,30        |
| 14    | SWE  | Thomaz Öberg           | 14 | 14            | 14            | 127           | 149,80        |
| 15    | GBR  | Christopher Howarth    | 16 | 15            | 15            | 134           | 145,66        |
| 16    | CHN  | Xu Zhaoxiao            | 17 | 16            | 16            | 144           | 117,16        |
|       | URS  | Wladimir Kowaljow      | 05 | zurückgezogen | zurückgezogen | zurückgezogen | zurückgezogen |

Datum: 21. Februar.
Läufer aus Österreich und der Schweiz waren nicht am Start.
In einer Vorschau wurde über Charles Tickner angeführt, dass er die große Hoffnung der Amerikaner sei und für die Europäer eine große Unbekannte darstelle. Jan Hoffmann war schon Europa- und Weltmeister, aber noch nie Olympiasieger – diesem Titel jagte er seit 1968 (Grenoble) nach. Nach dem Kurzprogramm führte noch Hoffmann, doch Cousins hatte einen Riesensprung auf Rang 2 vollzogen (einmal Note 6!), Tickner lag auf Rang 3 und er hatte „Heimvorteil“, doch er enttäuschte in der Kür mit einer durchschnittlichen Leistung. Im Duell um Gold siegte der bessere Kunstläufer – Cousins und Hoffmann liefen nacheinander. Der Engländer lief nahezu fehlerlos, sein Hauptakzent lag auf dem künstlerischen Eindruck, doch er musste bangen, denn er hatte den dreifachen Rittberger beidbeinig aufgesetzt, den Lutz war der nur doppelt gesprungen. Hoffmann verlor Gold in der B-Note, wo es zweimal 5,6 und einmal gar 5,5 gab. Er hatte zwar höchste Schwierigkeiten mit fünf Dreifachen geboten, aber trotz einer deutlichen Verbesserung in den tänzerischen Elementen fehlte die Eleganz. Nach Tickners Darbietung war klar, dass diese nur zu Bronze reichte – einzig die Notengebung sorgte teilweise für Heiterkeit, denn einige Jurymitglieder schienen hier das Zufallsprinzip angewendet zu haben. Die Kür war auch schon eine Talenteschau für morgen, denn einige der Läufer (Cousins, Hoffmann und auch der nicht angetretene Kowaljow) standen vor ihrem Karriereende, andere (Matsumura, Igarashi und auch der mit einer eigenwilligen Darbietung aufwartende Bobrin) waren möglicherweise die Medaillengewinner der Zukunft.

### Damen
| Platz | Land | Sportlerin                | P  | KP | K  | Pz  | Pkt.   |
| ----- | ---- | ------------------------- | -- | -- | -- | --- | ------ |
| 1     | GDR  | Anett Pötzsch             | 01 | 04 | 03 | 011 | 189,00 |
| 2     | USA  | Linda Fratianne           | 03 | 01 | 02 | 016 | 188,30 |
| 3     | FRG  | Dagmar Lurz               | 02 | 05 | 06 | 028 | 183,04 |
| 4     | SUI  | Denise Biellmann          | 12 | 02 | 01 | 043 | 180,06 |
| 5     | USA  | Lisa-Marie Allen          | 08 | 03 | 04 | 045 | 179,42 |
| 6     | JPN  | Emi Watanabe              | 04 | 08 | 05 | 048 | 179,04 |
| 7     | AUT  | Claudia Kristofics-Binder | 05 | 07 | 09 | 060 | 176,88 |
| 8     | ITA  | Susanna Driano            | 06 | 14 | 10 | 077 | 172,82 |
| 9     | USA  | Sandy Lenz                | 11 | 06 | 07 | 082 | 172,74 |
| 10    | FIN  | Kristiina Wegelius        | 07 | 11 | 12 | 087 | 172,04 |
| 11    | YUG  | Sanda Dubravčić           | 13 | 10 | 08 | 100 | 170,30 |
| 12    | GBR  | Karena Richardson         | 10 | 09 | 04 | 109 | 168,94 |
| 13    | FRG  | Karin Riediger            | 15 | 13 | 11 | 120 | 166,32 |
| 14    | SUI  | Danielle Rieder           | 09 | 15 | 16 | 125 | 165,46 |
| 15    | CAN  | Heather Kemkaran          | 16 | 12 | 15 | 128 | 164,64 |
| 16    | URS  | Kira Iwanowa              | 18 | 16 | 13 | 144 | 161,54 |
| 17    | FIN  | Susan Broman              | 14 | 17 | 17 | 152 | 157,54 |
| 18    | FRG  | Tina Riegel               | 17 | 19 | 18 | 162 | 149,50 |
| 19    | ITA  | Franca Bianconi           | 19 | 18 | 19 | 171 | 144,82 |
| 20    | KOR  | Shin Hae-sook             | 20 | 22 | 22 | 186 | 128,18 |
| 21    | ESP  | Gloria Mas                | 21 | 20 | 21 | 190 | 126,56 |
| 22    | CHN  | Bao Zhenghua              | 22 | 21 | 20 | 191 | 126,96 |

Datum: 23. Februar
Anett Pötzsch gewann überraschend, indem sie die amtierende Weltmeisterin Linda Fratianne besiegen konnte. Bei den Preisrichtern gab es keine Mehrheit aus dem Ostblock. Linda Fratianne konnte entgegen den Erwartungen die Kür nicht gewinnen. Damit war der Rückstand aus dem Pflichtprogramm zu groß. Eine weitere Überraschung war Denise Biellmann, die das Kurzprogramm und die Kür für sich entscheiden konnte.
Es war dies die einhundertste Olympia-Goldmedaille für die DDR (davon hatten die Sommersportler 76 gewonnen).
Das Niveau dieser Konkurrenz kam nicht an manche Leistungen früherer Läuferinnen heran.
Aus US-Sicht wurde (vor allem nach dem Ausfall der Paarläufer Babilonia/Gardner) alles auf Fratianne gesetzt, wobei auch der Heimvorteil hätte ausschlaggebend sein sollen (allerdings hatte Fratianne zuvor bei den US-Titelkämpfen nicht zu überzeugen vermocht).
Die Siegerin zeigte eine sportlich rasante Kür, die aber im Tänzerischen nicht die Ausstrahlung von Fratianne erreichte.
Biellmann war als Letzte gestartet, sie sprang vier Dreifache, den dreifachen Lutz sprang sie als einzige aller Läuferinnen – und sie zeigte wiederum traumhafte Neuschöpfungen von Pirouetten.
Kristofic-Binder (sie erinnerte an eine Schülerin, die erst in der letzten Minute vor der Prüfung zu büffeln beginnt) war nach der Pflicht und dem Kurzprogramm auf Rang 5 gelegen und erfüllte mit Endrang 7 die in sie gesetzten Erwartungen. Sie war als Vorletzte der vorletzten Gruppe gestartet, wirkte nicht so nervös wie bei vorherigen Konkurrenzen. Nach dem Kurzprogramm war hinsichtlich der Medaillen bereits der Endstand gegeben.

### Paare
| Platz | Land | Paar                                    | KP            | K             | Pz            | Pkt.          |
| ----- | ---- | --------------------------------------- | ------------- | ------------- | ------------- | ------------- |
| 1     | URS  | Irina Rodnina / Alexander Saizew        | 01            | 01            | 09            | 147,26        |
| 2     | URS  | Marina Tscherkassowa / Sergei Schachrai | 02            | 02            | 19            | 143,80        |
| 3     | GDR  | Manuela Mager / Uwe Bewersdorf          | 04            | 03            | 33            | 140,52        |
| 4     | URS  | Marina Pestowa / Stanislaw Leonowitsch  | 03            | 04            | 31            | 141,14        |
| 5     | USA  | Caitlin Carruthers / Peter Carruthers   | 05            | 05            | 46            | 137,38        |
| 6     | GDR  | Sabine Baeß / Tassilo Thierbach         | 06            | 06            | 53            | 136,00        |
| 7     | USA  | Sheryl Franks / Michael Botticelli      | 07            | 07            | 64            | 133,84        |
| 8     | FRG  | Tina Riegel / Andreas Nischwitz         | 08            | 08            | 71            | 131,70        |
| 9     | CAN  | Barbara Underhill / Paul Martini        | 09            | 09            | 78            | 129,36        |
| 10    | GBR  | Susy Garland / Robert Daw               | 11            | 10            | 91            | 124,36        |
| 11    | AUS  | Elizabeth Cain / Peter Cain             | 10            | 11            | 98            | 131,70        |
|       | USA  | Tai Babilonia / Randy Gardner           | zurückgezogen | zurückgezogen | zurückgezogen | zurückgezogen |

Datum: 17. Februar – das Kurzprogramm stand am 15. Februar um 17:30 h Ortszeit am Programm.
Die Fachwelt hatte ein spannendes Duell zwischen dem URS-Paar Irina Rodnina / Alexander Saizew und Tai Babilonia / Randy Gardner aus den USA erwartet, es hieß, „hier würden zwei Welten aufeinander treffen – auf der einen Seite Eleganz, Harmonie, Artistik, dort Jugend, Schwung, Anmut“, doch es kam nicht dazu, denn bei Gardner wurde beim Einlaufen für das Kurzprogramm am 15. Februar eine vor zwei Wochen erlittene Leistenzerrung akut: Er stürzte bei zweimal beim Doppelflip, mit dem er noch nie Schwierigkeiten gehabt hatte. Das Duo kam zwar noch programmgemäß aufs Eis und Gardner startete noch einen Versuch, danach musste er aufgeben. Es wäre allerdings für Babilonia/Gardner nicht leicht gewesen, Rodnina/Saizew zu besiegen, denn das sowjetische Paar bot im Kurzprogramm eine starke Leistung, erhielt Noten zwischen 5,7 und 5,9 und wurde von allen Preisrichtern auf Platz 1 gesetzt; es gab hier eine Dreifachführung für die URS, denn es folgten Tscherkassowa/Schachrai und Pestowa/Leonowitsch.
Mit diesem Sieg stellte Irina Rodnina die von Sonja Henie errungenen drei Olympiagoldmedaillen (1928, 1932, 1936) ein. Die Norwegerin hatte diese allerdings im Einzel errungen, zudem hatte Rodnina acht Jahre zuvor in Sapporo mit Alexei Ulanow dieses Gold geholt, 1976 hatte sie bereits mit Saizew gewonnen.
Das Siegerpaar brauchte bei der Kür nicht ganz aus sich herauszugehen, vieles war eher Routine – es fehlte die Herausforderung, welche möglicherweise durch das Mitwirken von Babilonia/Gardner entstanden wäre – kein Preisrichter zog die Höchstnote. Umstritten war Rang 3, die Majorität der besseren Plätze entschied für das DDR-Paar Mager/Bewersdorff, welches mit einem betont sportlichen Programm beeindruckte.

### Eistanz
| Platz | Land | Paar                                     | PT | K  | Pz  | Pkt.   |
| ----- | ---- | ---------------------------------------- | -- | -- | --- | ------ |
| 1     | URS  | Natalja Linitschuk / Gennadi Karponossow | 01 | 02 | 013 | 205,48 |
| 2     | HUN  | Krisztina Regőczy / András Sallay        | 02 | 01 | 014 | 204,52 |
| 3     | URS  | Irina Moissejewa / Andrei Minenkow       | 03 | 03 | 027 | 201,86 |
| 4     | TCH  | Liliana Řeháková / Stanislav Drastich    | 04 | 04 | 039 | 198,02 |
| 5     | GBR  | Jayne Torvill / Christopher Dean         | 05 | 05 | 042 | 197,12 |
| 6     | CAN  | Lorna Wighton / John Dowding             | 06 | 06 | 054 | 193,80 |
| 7     | USA  | Judy Blumberg / Michael Seibert          | 07 | 07 | 066 | 190,30 |
| 8     | URS  | Natalja Bestemjanowa / Andrei Bukin      | 09 | 09 | 075 | 188,18 |
| 9     | USA  | Stacey Smith / John Summers              | 08 | 08 | 075 | 188,38 |
| 10    | FRG  | Henriette Fröschl / Christian Steiner    | 10 | 10 | 094 | 178,38 |
| 11    | AUT  | Susanne Handschmann / Peter Handschmann  | 11 | 11 | 096 | 177,78 |
| 12    | GBR  | Karen Barber / Nicky Slater              | 12 | 12 | 104 | 176,92 |

Datum: 19. Februar.
Das österreichische Geschwisterpaar Handschmann hatte sich einen Platz unter den ersten Zehn erhofft, doch bereits im ersten Pflichttanz war es beim «Starlight-Walzer» aus dem Takt geraten. Unterm Strich hatte sich der von ihnen betriebene Aufwand – sie hatten ihre Kostüme in der Wiener Oper anfertigen lassen – nicht gelohnt. Die Reihung der ersten drei nach zwei Pflichttänzen war identisch mit dem Endresultat, also Linitschuk/Karponossow vor Regőczy/Sallay und Moissejewa/Minenkow. Bei der Kür stand erneut die Notenvergabe in der Kritik, das Publikum äußerte seinen Unmut über jene für ihre erklärten Lieblinge Regőczy/Sallay, deren schwungvoller, origineller Vortrag schwächer benotet wurde als der des russischen Siegerpaares, bei dem die Dame sogar einmal ausgerutscht war. Der britische Wertungsrichter zeigte ungeniert eine lächerlich niedrige Note für Moissejewa/Minenkow, doch reichte es trotzdem nicht zu einer Medaille für «sein» Duo Torvill/Dean.